# Euselasia fervidina
Euselasia fervidina är en fjärilsart som beskrevs av Hans Ferdinand Emil Julius Stichel 1919. Euselasia fervidina ingår i släktet Euselasia och familjen Riodinidae. Inga underarter finns listade i Catalogue of Life.